# Barro Preto
Barro Preto é um município brasileiro no interior e sul do estado da Bahia. Sua população estimada em 2021 era de 5 312 habitantes.

## Histórico
O início do povoamento do território de Barro Preto data do século XIX em decorrência da introdução e desenvolvimento do plantio de cacau. Os primeiros colonos que ali se assentaram formaram o povoado ao qual denominaram de Limoeiro.
O povoado foi integrado em 1933 como distrito do município de Ilhéus. Em 1938 recebeu o nome de Monte Redondo, e sendo renomeado como Barro Preto em 1944, quando foi incorporado ao município de Itajuípe. Em 17 de abril de 1972 o município foi desmembrado de Itajuípe, através de lei estadual, e elevado à categoria de município com o nome de Barro Preto.
O nome do município de Barro Preto ainda passaria por outra alteração em 10 de abril de 1967, através da lei estadual nº 2449, passando a se chamar Governador Lomanto Júnior. Porém, a lei não foi promulgada pela Divisão do Estado da Bahia. Assim, 40 anos após a criação da lei estadual nº 2449, o nome de Governador Lomanto Júnior foi desconsiderado.
O município voltou a utilizar o antigo nome, Barro Preto, após a aprovação da Câmara de Vereadores em maio de 2009.

## Demografia
A população do município em 2010 era de 6 453 habitantes. No ano de 2021 a estimativa realizada pelo IBGE apontou redução na população do município que neste ano passou para 5 312 habitantes.

## Geografia

### Topografia
Barro Preto possui seu relevo constituído de rochas cristalinas, ígneas e metamórficas que fazem parte do planalto pré-litorâneo, com presença de nascentes. As características geológicas do solo de Barro Preto o tornam suscetível às intempéries, sendo responsável, em alguns casos, pela pouca fertilidade e vulnerável ao processo de erosão pela força cinética da água em terrenos com relevo íngreme.

### Vegetação e Clima
Assim como os demais municípios da Região Cacaueira do Sul da Bahia, a flora de Barro Preto possui características do bioma da Mata Atlântica, tendo assim seu clima predominante o tropical úmido que contribui para a manutenção da vegetação nativa.

### Localização
O município localiza-se na Mesorregião do Sul Baiano e compõe a tradicional Região Cacaueira. Seus limites são: ao norte e ao leste com o município de Itajuípe e ao sul e ao oeste com o município de Itabuna.

## Infraestrutura

### Saneamento e Meio Ambiente
No ano de 2010, a estimativa realizada pelo IBGE apontou a presença de 72,2% de habitações com esgotamento sanitário adequado, 18,8% de habitações urbanas em vias públicas com arborização e 27,3% de habitações urbanas com urbanização adequada, referente à presença de bueiros, calçadas, meio-fio e pavimentação.

## Imagem

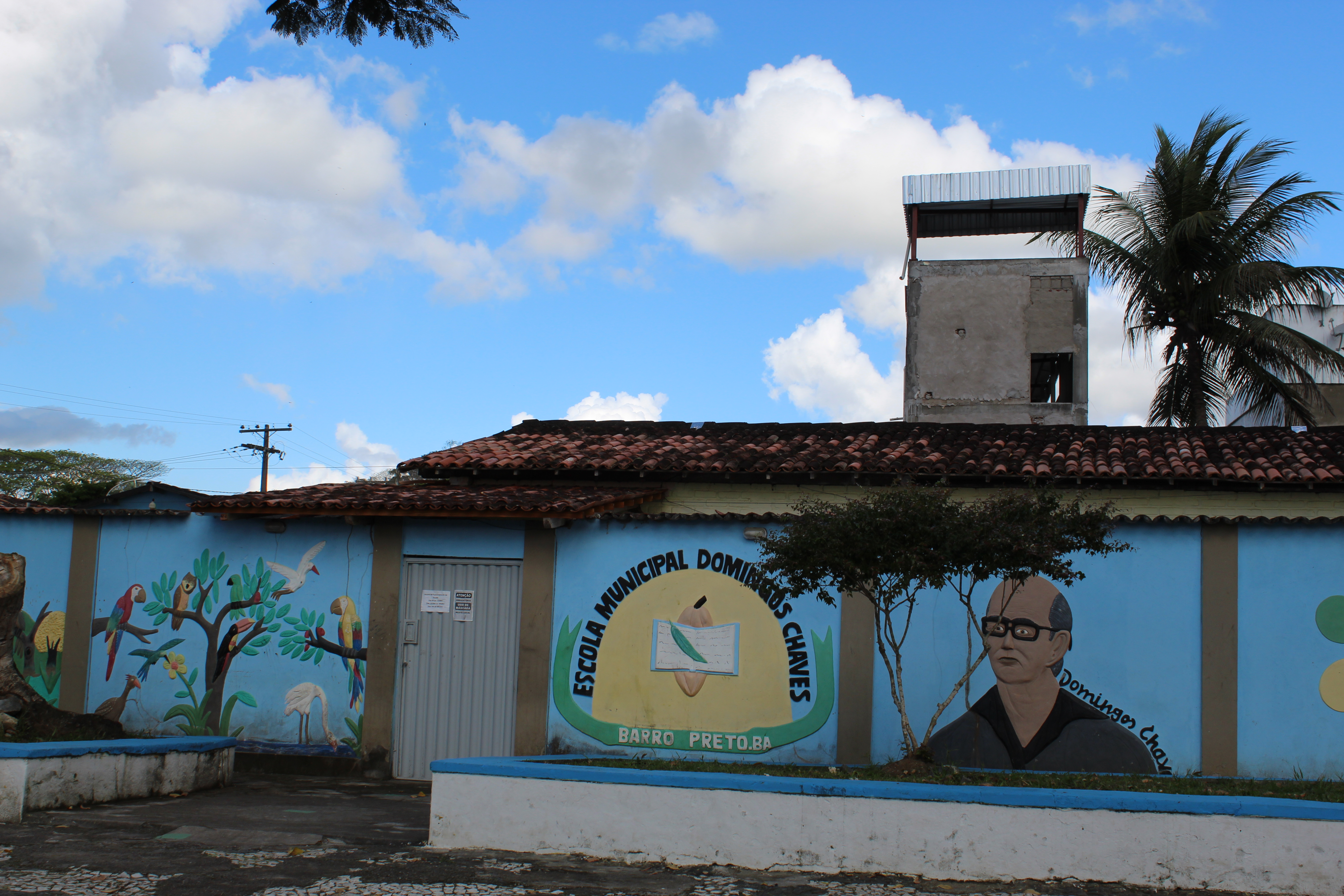
Escola Municipal Domingos Chaves (2021)